# 布利茲紐基區

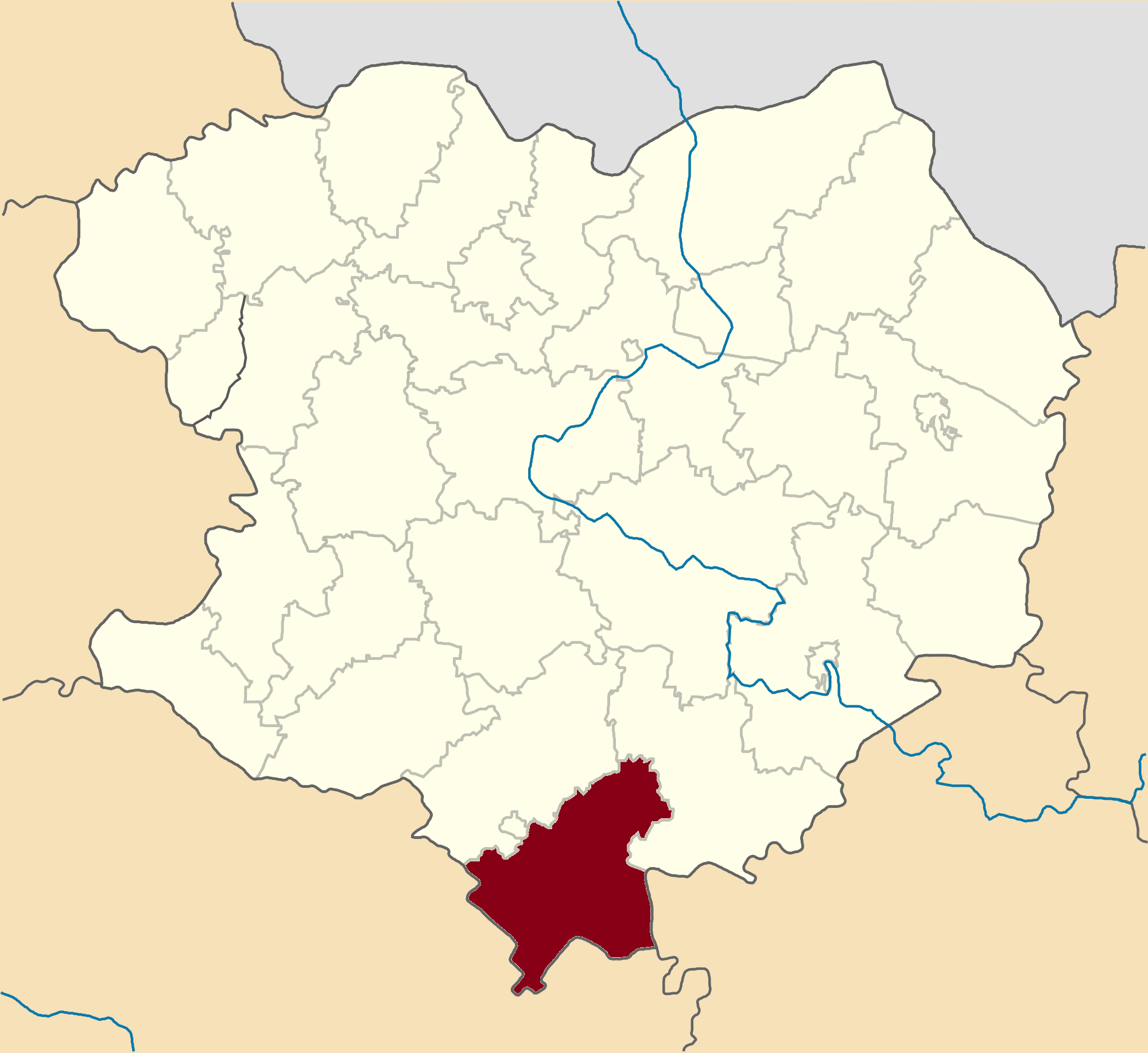
废除前布利茲紐基區在哈爾科夫州的位置

布利茲紐基區（烏克蘭語：Близнюківський район），曾是烏克蘭的一個區，位於該國東部，由哈爾科夫州負責管轄，首府設於布利茲紐基，面積1,380平方公里，2013年人口19,974，人口密度每平方公里14.47人。
该区在2020年7月18日的乌克兰行政区划改革中被撤销，改革后哈爾科夫州下分为7个区，布利茲紐基區合并至洛佐瓦區。